# 나라별 프로 야구단 목록
다음은 나라별로 정리한 프로 야구단 목록이다.

## 아시아

### 대한민국

#### KBO(대한민국)
- 두산 베어스(서울특별시)-순위-10위
- LG 트윈스(서울특별시)-순위-1위
- KIA 타이거즈(광주광역시)-순위-7위
- 삼성 라이온즈(대구광역시)-순위-2위
- 롯데 자이언츠(부산광역시)-순위-9위
- 한화 이글스(대전광역시)-순위-8위
- SSG 랜더스(인천광역시)-순위-3위
- 키움 히어로즈(서울특별시)-순위-5위
- NC 다이노스(창원시)-순위-6위
- kt 위즈(수원시)-순위-4위

#### 소멸된 구단
- 쌍방울 레이더스
- SK 와이번스
- 삼미 슈퍼스타즈
- 청보 핀토스
- 태평양 돌핀스
- 현대 유니콘스
- 해태 타이거즈
- MBC 청룡
- 빙그레 이글스
- 넥센 히어로즈
- OB 베어스

### 일본

#### 일본야구기구(NPB)
더 자세한 정보는 일본의 프로 야구를 참고할 것.

##### 센트럴 리그
- 요미우리 자이언츠
- 주니치 드래건스
- 한신 타이거스
- 히로시마 도요 카프
- 요코하마 베이스타스
- 도쿄 야쿠르트 스왈로스

##### 퍼시픽 리그
- 후쿠오카 소프트뱅크 호크스
- 사이타마 세이부 라이온스
- 도호쿠 라쿠텐 골든이글스
- 홋카이도 닛폰햄 파이터스
- 지바 롯데 마린스
- 오릭스 버펄로스

##### 독립 리그

###### 시코쿠 규슈 아일랜드 리그
- 나가사키 세인츠

###### 간사이 독립 리그
- 코리아 해치

### 중국

#### 중국야구리그(中国棒球聯賽, CBL)

##### 서남화북지구
- 베이징 타이거스(北京猛虎)
- 톈진 라이온스(天津雄獅)
- 쓰촨 드래건스(四川蛟龍)

##### 동남화남지구
- 상하이 골든이글스(上海金鷹)
- 광둥 레오파스(広東獵豹)
- 장쑤 호프스타스(江蘇希望之星)
- 허난 엘리펀드(河南吉象)

### 중화민국

#### 중화직업봉구연맹(CPBL)
- 중신 브라더스
- 퉁이 라이온즈
- 푸방 가디언스
- 라쿠텐 몽키스
- 웨이취안 드레곤스
- 타이강 호크스

#### 대만직업봉구대연맹(TML) - 소멸
- 타이베이 타이양
- 지아난 용스
- 가오핑 레이공
- 타이중 진캉

#### 소멸된 팀(CPBL)
- 싼샹 타이거스
- 디미디어 티렉스
- 웨이취엔 드래건스
- 중신 웨일스

## 북아메리카

### 미국

#### 메이저 리그(MLB)
더 자세한 정보는 메이저 리그 베이스볼를 참고할 것.

##### 내셔널 리그

###### 동부지구
- 애틀랜타 브레이브스
- 플로리다 말린스
- 뉴욕 메츠
- 필라델피아 필리스
- 워싱턴 내셔널스

###### 중부지구
- 시카고 컵스
- 신시내티 레즈
- 휴스턴 애스트로스
- 밀워키 브루어스
- 피츠버그 파이리츠
- 세인트루이스 카디널스

###### 서부지구
- 애리조나 다이아몬드백스
- 콜로라도 로키스
- 로스앤젤레스 다저스
- 샌디에이고 파드리스
- 샌프란시스코 자이언츠

##### 아메리칸 리그

###### 동부지구
- 토론토 블루제이스
- 탬파베이 레이스
- 뉴욕 양키스
- 보스턴 레드삭스
- 볼티모어 오리올스

###### 중부지구
- 시카고 화이트삭스
- 캔자스시티 로열스
- 디트로이트 타이거스
- 미네소타 트윈스
- 클리블랜드 가디언즈

###### 서부지구
- 오클랜드 어슬레틱스
- 로스앤젤레스 에인절스 오브 애너하임
- 시애틀 매리너스
- 텍사스 레인저스

#### 독립리그

##### 애틀란틱 리그
- 롱 아일랜드 덕스
- 캠든 리버 샤크스
- 뉴어크 베어스
- 브릿지포트 블루피시
- 랭카스터 반스토머스
- 서머셋 패트리엇스
- 요크 레볼루션
- 사우스 매릴랜드 블루 크랩스